# Ferran d'Aragó i de Castella

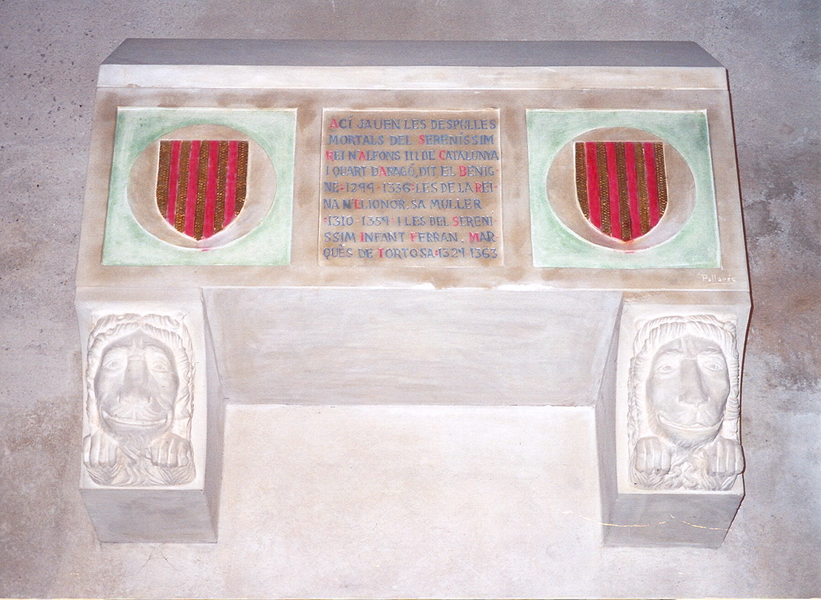
Sepulcre d'Alfons el Benigne, on reposa també Ferran de Tortosa (Seu Vella de Lleida)

Ferran d'Aragó (València, 1329 - Borriana, 1363), infant d'Aragó i marquès de Tortosa i Camarasa.

## Orígens familiars
Fill primer del comte de Barcelona i rei d'Aragó Alfons el Benigne i de la seva segona esposa, Elionor de Castella, la qual pretenia per ell el tron en detriment de Pere el Cerimoniós.
Alineat amb el comte Jaume I d'Urgell contra Pere el Cerimoniós, i amb la Unió d'Aragó i de València, que encapçalà a la mort d'aquell, fou derrotat i pres a la batalla d'Épila el 1348.
Després d'haver canviat de bàndol diverses vegades durant la Guerra dels Dos Peres, el rei Pere n'ordenà la detenció i, després d'una breu resistència, fou degollat davant del mateix monarca a Borriana el 16 de juliol de 1363.

## Núpcies i descendents
El 3 de febrer de 1354 es casà a Évora (Portugal) amb Maria de Portugal, filla del rei Pere I de Portugal i Constança Manuel.